# Seweryn Maciszewski

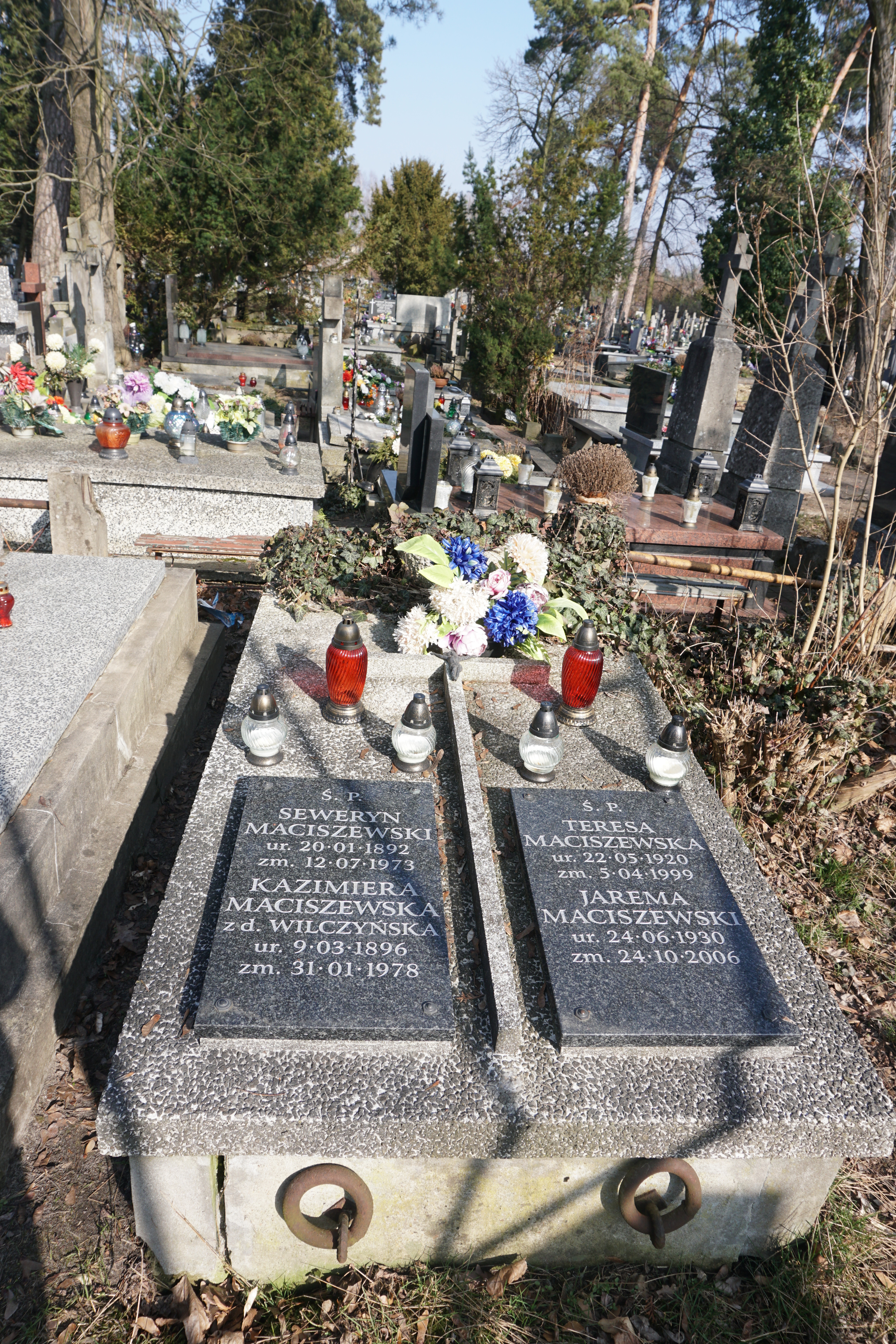
Grób Seweryna Maciszewskiego na cmentarzu w Brwinowie

Seweryn Maciszewski (ur. 20 stycznia 1892 w Czornorudce, zm. 12 lipca 1973 w Warszawie) — pedagog, działacz oświatowy, pisarz, wiceminister wyznań religijnych i oświecenia publicznego.

## Życiorys
Urodził się 20 stycznia 1892 w Czornorudce w powiecie berdyczowskim w rodzinie Stanisława i Stefanii z Rożańskich. W latach 1900–1909 uczył się w I Klasycznym Gimnazjum w Żytomierzu, które ukończył ze srebrnym medalem. Brał udział w 1905 w strajku szkolnym. W okresie 1909–1914 studiował hutnictwo na wydziale metalurgicznym politechniki w Petersburgu. W tym czasie wstąpił do Związku Młodzieży Postępowo-Niepodległościowej, oraz Związku Walki Czynnej. W lipcu 1914 przedostał się do Krakowa i rozpoczął walkę w szeregach I Kompanii Kadrowej Legionów Polskich Józefa Piłsudskiego. 2 października 1915 dostał się do niewoli rosyjskiej i pracował jako drwal w lasach jarosławskich.
Po ucieczce z niewoli przybył do Warszawy i 1 września 1918 wstąpił na Wydział Filozoficzny Uniwersytetu Warszawskiego. 1 lutego 1919 podjął pracę jako nauczyciel a od 1 września został kierownikiem publicznej szkoły powszechnej w Żyrardowie. Brał udział w sejmie nauczycielskim jako delegat powiatu błońskiego. Był prezesem Ogniska Związku Polskiego Nauczycielstwa Szkół Powszechnych w Żyrardowie. Odbył trzymiesięczną służbę wojskową w 10 dywizji piechoty i od października 1921 był powołany na stanowisko podinspektora szkolnego w powiecie warszawskim. Ukończył Państwowy Instytut Pedagogiczny i od września 1925 pracował jako nauczyciel przedmiotów pedagogicznych i języka polskiego na Państwowych Kursach Nauczycielskich pod dyrekcją W. Spasowskiego. W tym czasie podjął pracę w wydziale oświaty pozaszkolnej Ministerstwa Wyznań Religijnych i Oświecenia Publicznego. Od 1 kwietnia 1926 pełnił funkcję naczelnego instruktora oświatowego we Francji z siedzibą w Paryżu, gdzie organizował sieć szkół polskich i kursów dla środowisk polskiej emigracji. 1 grudnia 1928 został służbowo przeniesiony na równoważne stanowisko w Brazylii z siedzibą w Kurytybie.
Pod koniec 1931 został odwołany do Polski i rozpoczął pracę w Ministerstwie WRiOP, gdzie zajmował się polskim szkolnictwem za granicami kraju.
Po odwołaniu Pawła Musioła z funkcji kuratora Związku Nauczycielstwa Polskiego objął po nim urząd i doprowadził do zażegnania kryzysu i na zjeździe ZNP w Krakowie złożył na ręce prezydium swe funkcje. 17 marca 1939 został mianowany podsekretarzem stanu w Ministerstwie WRiOP.
W czasie II wojny światowej był internowany w Rumunii a po zwolnieniu w 1943 pracował w Bukareszcie gdzie między innymi kierował sprawami szkolnictwa polskiego w Rumunii pracując w Komisji Pomocy Polakom.
Po zakończeniu II wojny światowej w sierpniu 1945 powrócił do kraju, zgłosił się do Ministerstwa Oświaty i został skierowany do pracy na Dolny Śląsk. Został organizatorem a następnie kierownikiem Ośrodka Dydaktyczno-Metodycznego i Biblioteki Pedagogicznej we Wrocławiu. W 1950 zwolniony z kierowania biblioteką i pracował jako nauczyciel w I Liceum Ogólnokształcącym we Wrocławiu. Nauczał propedeutyki filozofii, języka polskiego i języka rosyjskiego. Brał czynny udział w pracach ZNP. Był wykładowcą na kursach Towarzystwa Szkoły Świeckiej. Wspólnie z Haliną Kowalewską opracował i wydał w 1962 wypisy z literatury pięknej "Za szkolną bramą" i opracowanie w 1967 "Tekst literacki w ręku wychowawcy". W 1963 przestał nauczać i przeniósł się do Warszawy.
Pod koniec życia zajmował się twórczością literacką. Pozostały w rękopisach liryki, poemat satyryczno-groteskowy, przekłady poezji francuskiej i rosyjskiej; powieści "Białe wakacje", "Szmełyk", "Wielki kryminał", zbiory aforyzmów i obszerny dziennik.
Żonaty z Kazimierą z Wilczyńskich od sierpnia 1919 — miał dwoje dzieci córkę Teresę i syna Jaremę historyka, posła na sejmy PRL, członka KC PZPR. Zmarł 12 lipca 1973 w Warszawie i pochowany został na cmentarzu w Brwinowie.